# Eric van Rossum
Eric van Rossum (Nijmegen, 27 maart 1963) is een voormalig Nederlands voetballer die als voorstopper onder andere uitkwam voor N.E.C. en FC Twente.

## Loopbaan
Hij groeide op in het Waterkwartier en begon bij SCH voor hij bij N.E.C. in de jeugd kwam. Van Rossum maakte in seizoen 1983/84 zijn debuut voor N.E.C.. Hoewel de club uitkwam in de Eerste divisie, speelde het als verliezend bekerfinalist Europacup II. Van Rossum speelde in de eerste ronde tegen SK Brann en speelde in de tweede ronde van het toernooi mee in de thuiswedstrijd tegen FC Barcelona. Hij was in de met 3-2 verloren wedstrijd verantwoordelijk voor een eigen doelpunt. Hij heeft in mei 1984 vier wedstrijden voor Jong Oranje gespeeld tijdens het  Toulon Espoirs-toernooi in Frankrijk waar Nederland als vierde eindigde. Van Rossum maakte in 1985 promotie via de nacompetitie naar de Eredivisie mee en in 1986 degradatie.
In 1987 verkaste Van Rossum naar FC Twente. Deze ploeg zou hem in het eerste seizoen uitlenen aan N.E.C., echter in september 1987 ging hij alsnog definitief over en maakte hij zijn debuut in de Twentse hoofdmacht. Nadat hij in zijn eerste seizoen een basisplaats had, raakte hij aan het begin van het tweede seizoen in onmin met Twente na problemen met medespelers. Voor Twente zou hij ondanks een contract tot medio 1992 niet meer spelen. In oktober 1988 vertrok Van Rossum op huurbasis naar Willem II. Een seizoen later werd hij verhuurd aan het Belgische Germinal Ekeren. Van februari tot april 1992 werd hij verhuurd aan Plymouth Argyle FC in Engeland. In 1992 keerde hij terug naar Nijmegen waar hij bij de amateurs van VV SJN ging spelen. In 1993 kwam hij bij Verdy Kawasaki waarmee hij kampioen van Japan werd. Van Rossum bouwde af bij zijn jeugdclub SCH en was ook actief in het zaalvoetbal.
Van Rossum is samen met zijn vrouw horeca-ondernemer in het centrum van Nijmegen. Hij dreef café D'n August (tot begin 2013) in de Augustijnenstraat en heeft sinds 2008 café D'n Hertog in de Hertogstraat.